# Barbara Jo Allen
Pour les articles homonymes, voir Barbara Allen et Allen.
Barbara Jo Allen, également connue sous le nom de Vera Vague est une actrice américaine, née le 2 septembre 1906 à New York et morte le 14 septembre 1974 à Santa Barbara (Californie).

## Filmographie

### Actrice

#### Cinéma
- 1939 : Femmes : Receptionist (non créditée)
- 1939 : The Rookie Cop : Mrs. Thomas (non créditée)
- 1940 : Broadway qui danse : Ms. Konk (non créditée)
- 1940 : Melody Ranch : Veronica Whipple (en tant que Barbara Allen - 'Vera Vague')
- 1940 : Melody and Moonlight : Adelaide Barnett
- 1940 : Sing, Dance, Plenty Hot : Susan
- 1940 : The Mad Doctor : Louise Watkins (en tant que Barbara Allen [Vera Vague])
- 1940 : Village Barn Dance : Vera (en tant que Vera Vague)
- 1941 : Buy Me That Town : Henriette Teagarden
- 1941 : Évitons le scandale ! (Design for Scandal) de Norman Taurog : Jane
- 1941 : Ice-Capades de Joseph Santley : Vera Vague
- 1941 : Vedette à tout prix : Myra Stanhope
- 1942 : Hi, Neighbor : Vera Greenfield (en tant que Vera Vague)
- 1942 : Ice-Capades Revue (en) de Bernard Vorhaus : Aunt Nellie
- 1942 : Larceny, Inc. de Lloyd Bacon : Mademoiselle Gloria
- 1942 : Madame et ses flirts : Lady coming out of ladies room on train during the posse episode (non créditée)
- 1942 : Mrs. Wiggs of the Cabbage Patch (en) de Ralph Murphy : Miss Tabitha Hazy (en tant que Vera Vague)
- 1942 : Priorities on Parade : Mariposa Ginsbotham (en tant que Vera Vague)
- 1943 : Get Going : Matilda Jones (en tant que Vera Vague)
- 1943 : Swing Your Partner : Vera Vague (en tant que Vera Vague)
- 1944 : Cowboy Canteen (en) : Vera Vague (en tant que Vera Vague)
- 1944 : Girl Rush : Suzie Banks (en tant que Vera Vague)
- 1944 : Henry Aldrich Plays Cupid : Mrs. Terwilliger aka Blue Eyes (en tant que Vera Vague)
- 1944 : Lake Placid Serenade : Countess (en tant que Vera Vague)
- 1944 : Moon Over Las Vegas : Auntie (en tant que Vera Vague)
- 1944 : Rosie the Riveter : Vera Watson (en tant que Vera Vague)
- 1945 : Snafu : Madge Stevens (en tant que Vera Vague)
- 1946 : Earl Carroll Sketchbook : Sherry Lane (en tant que Vera Vague)
- 1950 : Square Dance Katy : Gypsy Jones (en tant que Vera Vague)
- 1956 : L'Attaque du Fort Douglas de Kurt Neumann : Tante Agatha (en tant que Vera Vague)
- 1956 : The Opposite Sex de David Miller : Dolly DeHaven
- 1959 : Born to Be Loved : Irene Hoffman (en tant que Vera Vague)
- 1959 : La Belle au bois dormant : Fauna (voix)
- 1963 : Merlin l'enchanteur : Scullery Maid (voix, non créditée)

#### Courts-métrages
- 1938 : Major Difficulties
- 1939 : Kennedy the Great
- 1939 : Moving Vanities
- 1939 : Ring Madness
- 1943 : You Dear Boy!
- 1944 : Doctor, Feel My Pulse
- 1944 : Screen Snapshots Series 24, No. 3
- 1944 : She Snoops to Conquer
- 1944 : Strife of the Party
- 1945 : Calling All Fibbers
- 1945 : Screen Snapshots Series 25, No. 2: Radio Shows
- 1945 : The Jury Goes Round 'n' Round
- 1946 : Headin' for a Weddin'
- 1946 : Hiss and Yell
- 1946 : Reno-Vated
- 1947 : Cupid Goes Nuts
- 1947 : Screen Snapshots: Off the Air
- 1948 : Screen Snapshots: Smiles and Styles
- 1948 : Sitka Sue
- 1949 : A Miss in a Mess
- 1949 : Clunked in the Clink
- 1949 : Wha' Happen?
- 1950 : Nursie Behave
- 1951 : She Took a Powder
- 1952 : Happy Go Wacky
- 1954 : Screen Snapshots: Hollywood Life
- 1960 : Goliath II

#### Télévision

##### Séries télévisées
- 1949 : Cavalcade of Stars : Invitée Comedienne / Vera Vague
- 1951 : The James Melton Show : Regular (en tant que Vera Vague)
- 1952 : The Greatest Man on Earth : Présentatrice (1953) (en tant que Vera Vague)
- 1953 : Follow the Leader : Présentatriceess (en tant que Vera Vague)
- 1956 : General Electric Theater : Mrs. Parkinson
- 1956 : Lux Video Theatre (en) : Laura
- 1958 : Hey, Jeannie! : Mabel
- 1958 : The Gale Storm Show: Oh! Susanna : Mrs. Winslow
- 1959 : Maverick : Mrs. Hannah Adams / Mrs. Celia Mallaver
- 1962 : Surfside 6 : Elaine Bradford

### Parolière

#### Cinéma
- 1940 : Melody Ranch
- 1942 : Priorities on Parade
- 1944 : Girl Rush